# Lukrecja Medycejska
Lucrezia de’ Medici (ur. 14 lutego 1545 we Florencji, zm. 21 kwietnia 1561 w Ferrarze) – księżniczka florencka, od śmierci teścia Herkulesa II 3 października 1559 księżna Ferrary, Modeny i Reggio.
Urodziła się jako córka księcia Florencji Kosmy I (od 1569 wielkiego księcia Toskanii) i jego pierwszej żony, księżnej Eleonory.
W czerwcu 1558 w Ferrarze poślubiła przyszłego księcia Ferrary, Modeny i Reggio Alfonsa II. Para nie miała dzieci.